# Phymateus
Genre
Phymateus est un genre d'insectes orthoptères de la famille des Pyrgomorphidae.

## Distribution
Les espèces de ce genre se rencontrent en Afrique et en Asie.

## Description
Les espèces de ce genre sont des criquets d'environ 70 millimètres de long. Certaines espèces sont capables de longs vols migratoires. Ils soulèvent et bruissent des ailes quand on les dérange et peuvent sécréter un fluide nocif depuis l'articulation thoracique.
Ces criquets phytophages se nourrissent de plantes très toxiques et généralement se rassemblent en grand nombre sur les arbres et arbustes. Les femelles de l'espèce Phymateus morbillosus sont incapables de voler, malgré des ailes complètement développées.

## Liste des espèces
Selon Orthoptera Species File (13 juillet 2018) :
- sous-genre Maphyteus Bolívar, 1904
  - Phymateus baccatus Stål, 1876
  - Phymateus leprosus (Fabricius, 1793)
- sous-genre Phymateus Thunberg, 1815
  - Phymateus aegrotus (Gerstaecker, 1869)
  - Phymateus bolivari Kirby, 1910
  - Phymateus cinctus (Fabricius, 1793)
  - Phymateus iris Bolívar, 1882
  - Phymateus karschi Bolívar, 1904
  - Phymateus madagassus Karsch, 1888
  - Phymateus morbillosus (Linnaeus, 1758)
  - Phymateus pulcherrimus Bolívar, 1904
  - Phymateus saxosus Coquerel, 1861
  - Phymateus viridipes Stål, 1873

## Publication originale
- Thunberg, 1815 : Hemipterorum Maxillosorum Genera illustrata plusimisque novis speciebus ditata ac descripta. Mémoires de l'Académie impériale des sciences de St.-Pétersbourg, vol. 5, p. 211-301.